# Знаме на Уелс
Националното знаме на Уелс се състои от 2 равни по големина правоъгълника – бял и зелен. Върху двата правоъгълника е разположен червен дракон по ширината на флага.

## Символизъм
Червеният дракон, който е бил свързан с ‎‎Уелс‎‎ в продължение на най-малко хиляда години, е разположен в центъра на флага. ‎Зелената и бялата ивици на са заимствани от знамето на уелската династия Тудор‎‎, управлявала от 1485 до 1603 г. Зеленото и бялото са цветове на друга ‎‎национална емблема‎‎ на Уелс, ‎‎праза.

## Национални знамена
- Официално прието през 1959 г.
- От 1921 г.